# Mirador de Cerro Gordo
Mirador de Cerro Gordo también llamado Barriada de la Independencia como conmemoración del Bicentenario de la Guerra de la Independencia Española es una urbanización considerada como un Proyecto de Interés Regional, empezada a construir en 2006 y cuyos primeros vecinos se instalaron en 2008.
Es probablemente el barrio más joven de Extremadura con una media de edades en este barrio ronda los 29 años.
Es una de las zonas más pobladas del núcleo urbano de Badajoz con cerca de 6.000 habitantes. 43 promociones, 2.750 viviendas distribuidas en bloques de apartamentos y casas adosadas, casi 15.000 m² de superficies comerciales, 12,2 hectáreas de zonas verdes y deportivas, 5,2 hectáreas destinadas a dotaciones públicas sanitarias y de enseñanza, 15 hectáreas de dotación pública de viario y una población prevista superior a 9.000 habitantes. 
Fue el primer barrio de Extremadura completamente servido por cable de fibra óptica.

## Feferencias
1. ↑  «Las calles del Cerro Gordo llevarán nombres de la Guerra de la Independencia». Periodico Extremadura.